# Ruben Garlini
Ruben Garlini (Bergamo, 27 maggio 1971) è un allenatore di calcio ed ex calciatore italiano, di ruolo difensore.

## Carriera
Cresciuto nelle giovanili dell'Atalanta senza aver esordito in prima squadra, trascorre le sue prime cinque stagioni nel massimo livello regionale, costituito prima dalla Promozione e poi (dopo la sua nascita nel 1991) dall'Eccellenza, fino al suo esordio fra i professionisti grazie al Lecco in Serie C2.
Dopo quattro stagioni con le maglie di Como e Pro Vercelli viene acquistato dall'AlbinoLeffe nel 2000. Nel 2003 la squadra conquista la promozione in Serie B e Garlini, divenuto titolare nella difesa seriana, esordisce in cadetteria durante la stagione 2003-2004.
Il 18 novembre 2006, durante il match AlbinoLeffe-Juventus terminato 1-1, si procura il rigore decisivo venendo atterrato in area avversaria dall'uscita del portiere juventino Buffon. Quell'episodio comporterà anche la prima espulsione in carriera per Buffon.
Il 12 ottobre 2008, poco prima dell'inizio della gara Albinoleffe-Ascoli terminata 2-0, viene premiato davanti ai tifosi per aver raggiunto il traguardo delle 200 presenze in maglia bluceleste.
Al termine del campionato di Serie B 2009-2010, dopo aver collezionato 247 presenze e 7 gol con la maglia dell'AlbinoLeffe e aver indossato diverse volte la fascia di capitano, la società decide di rinnovargli il contratto (in scadenza a giugno 2010) per un ulteriore anno.
Il 18 giugno 2011 entra ufficialmente nello staff tecnico della squadra seriana con il ruolo di collaboratore tecnico del nuovo allenatore dell'AlbinoLeffe Daniele Fortunato.

## Calcioscommesse
In seguito allo scandalo del calcioscommesse, l'8 maggio 2012 viene deferito dalla Procura federale della FIGC.
Il 1º giugno il procuratore federale Stefano Palazzi richiede per lui tre anni di squalifica.
Il 18 giugno in primo grado gli viene confermata la squalifica di 3 anni.
Il 26 luglio viene deferito da Palazzi per illecito sportivo in merito a Albinoleffe-Siena del 2011.
Il 2 agosto Palazzi accoglie e presenta alla Commissione Disciplinare della FIGC la richiesta di Garlini di patteggiamento per ulteriori 9 mesi in continuazione con la pena precedentemente erogata.
Il 9 febbraio 2015 la procura di Cremona termina le indagini e formula per lui e altri indagati le accuse di associazione a delinquere e frode sportiva.

## Statistiche

### Presenze e reti nei club
Statistiche aggiornate al 10 maggio 2014.
| Stagione        | Squadra         | Campionato      | Campionato | Campionato | Coppe nazionali | Coppe nazionali | Coppe nazionali | Coppe continentali | Coppe continentali | Coppe continentali | Altre coppe | Altre coppe | Altre coppe | Totale | Totale |
| Stagione        | Squadra         | Comp            | Pres       | Reti       | Comp            | Pres            | Reti            | Comp               | Pres               | Reti               | Comp        | Pres        | Reti        | Pres   | Reti   |
| --------------- | --------------- | --------------- | ---------- | ---------- | --------------- | --------------- | --------------- | ------------------ | ------------------ | ------------------ | ----------- | ----------- | ----------- | ------ | ------ |
| 2003-2004       | Albinoleffe     | B               | 7          | 0          | CI              | 0               | 0               | -                  | -                  | -                  | -           | -           | -           | 7      | 0      |
| 2004-2005       | Albinoleffe     | B               | 19         | 1          | CI              | 0               | 0               | -                  | -                  | -                  | -           | -           | -           | 19     | 1      |
| 2005-2006       | Albinoleffe     | B               | 21+2       | 0          | CI              | 0               | 0               | -                  | -                  | -                  | -           | -           | -           | 23     | 0      |
| 2006-2007       | Albinoleffe     | B               | 22         | 1          | CI              | 1               | 0               | -                  | -                  | -                  | -           | -           | -           | 23     | 1      |
| 2007-2008       | Albinoleffe     | B               | 33+3       | 1          | CI              | 1               | 0               | -                  | -                  | -                  | -           | -           | -           | 37     | 1      |
| 2008-2009       | Albinoleffe     | B               | 29         | 1          | CI              | 1               | 0               | -                  | -                  | -                  | -           | -           | -           | 30     | 1      |
| 2009-2010       | Albinoleffe     | B               | 25         | 1          | CI              | 0               | 0               | -                  | -                  | -                  | -           | -           | -           | 25     | 1      |
| 2010-2011       | Albinoleffe     | B               | 14         | 0          | CI              | 2               | 0               | -                  | -                  | -                  | -           | -           | -           | 16     | 0      |
| Totale carriera | Totale carriera | Totale carriera | 170+5      | 5          |                 | 5               | 0               |                    | -                  | -                  |             | -           | -           | 180    | 5      |

## Palmarès

### Giocatore

#### Competizioni nazionali
- Coppa Italia Serie C: 3

Como: 1996-1997
Alzano Virescit: 1997-1998
Albinoleffe: 2001-2002